# Bryoerythrophyllum calcareum
Bryoerythrophyllum calcareum är en bladmossart som beskrevs av Robert Zander 1980. Bryoerythrophyllum calcareum ingår i släktet fotmossor, och familjen Pottiaceae. Inga underarter finns listade i Catalogue of Life.